# William Preston (Politiker, 1816)

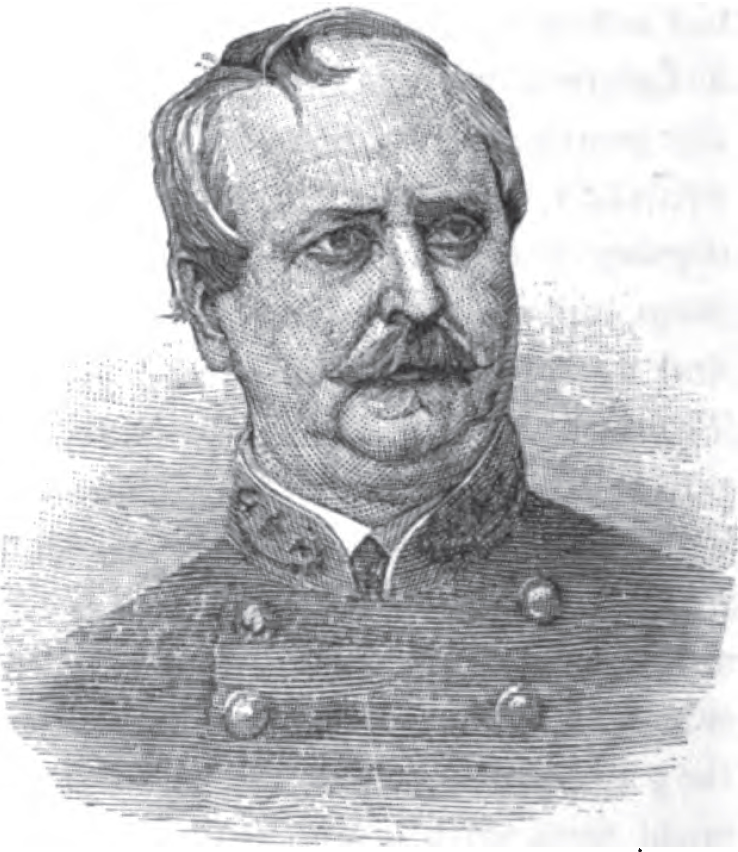
William Preston

William Preston (* 16. Oktober 1816 bei Louisville, Kentucky; † 21. September 1887 ebenda) war ein US-amerikanischer Politiker. Zwischen 1852 und 1855 vertrat er den Bundesstaat Kentucky im US-Repräsentantenhaus. Von 1858 bis 1861 war er amerikanischer Gesandter in Spanien.

## Werdegang
William Preston war ein Neffe von Francis Preston (1765–1836), der zwischen 1793 und 1797 den Staat Virginia im Kongress vertreten hatte. Er besuchte das St. Joseph’s College in Kentucky und studierte danach bis 1835 am Yale College. Nach einem anschließenden Jurastudium an der Harvard University und seiner 1839 erfolgten Zulassung als Rechtsanwalt begann er in Louisville in diesem Beruf zu praktizieren. Während des Mexikanisch-Amerikanischen Krieges war er Oberstleutnant einer aus Freiwilligen bestehenden Einheit aus Kentucky.
Politisch war Preston Mitglied der Whig Party. 1849 war er Delegierter auf einer Versammlung zur Überarbeitung der Verfassung von Kentucky. Im Jahr 1850 saß er als Abgeordneter im Repräsentantenhaus von Kentucky; zwischen 1851 und 1852 gehörte er dem Staatssenat an. Nach dem Rücktritt des Abgeordneten Humphrey Marshall wurde er bei der fälligen Nachwahl für den siebten Sitz von Kentucky als dessen Nachfolger in das US-Repräsentantenhaus in Washington, D.C. gewählt, wo er am 6. Dezember 1852 sein neues Mandat antrat. Da er auch die regulären Kongresswahlen des Jahres 1852 gewann, konnte er bis zum 3. März 1855 im Kongress verbleiben. Diese Zeit war von den Diskussionen im Vorfeld des Bürgerkrieges geprägt.
Bei den Wahlen des Jahres 1854 unterlag er seinem Vorgänger Humphrey Marshall. Zwischen 1858 und 1861 amtierte Preston als amerikanischer Gesandter in Spanien, wo er auf Augustus C. Dodge folgte. Während des Bürgerkrieges war Preston bis 1864 Brigadegeneral im Heer der Konföderation. Im Jahr 1864 wurde er Botschafter der Konföderation am kaiserlichen Hof in Mexiko. Zwischen 1868 und 1869 war William Preston noch einmal Abgeordneter im Repräsentantenhaus von Kentucky. Danach zog er sich aus der Politik zurück. Er starb am 21. September 1887 in seinem Heimatort Louisville.